# Toulmin-Schema
Das Toulmin-Schema ist ein Modell zur Analyse von Argumenten und wurde von dem britischen Philosophen Stephen Toulmin entwickelt. In seinem Werk The Uses of Argument von 1958 stellt er dieses aus sechs Komponenten bestehende Argumentationsschema vor, das sich von der bis dahin als klassisch geltenden Form des Syllogismus abgrenzt.

## Struktur

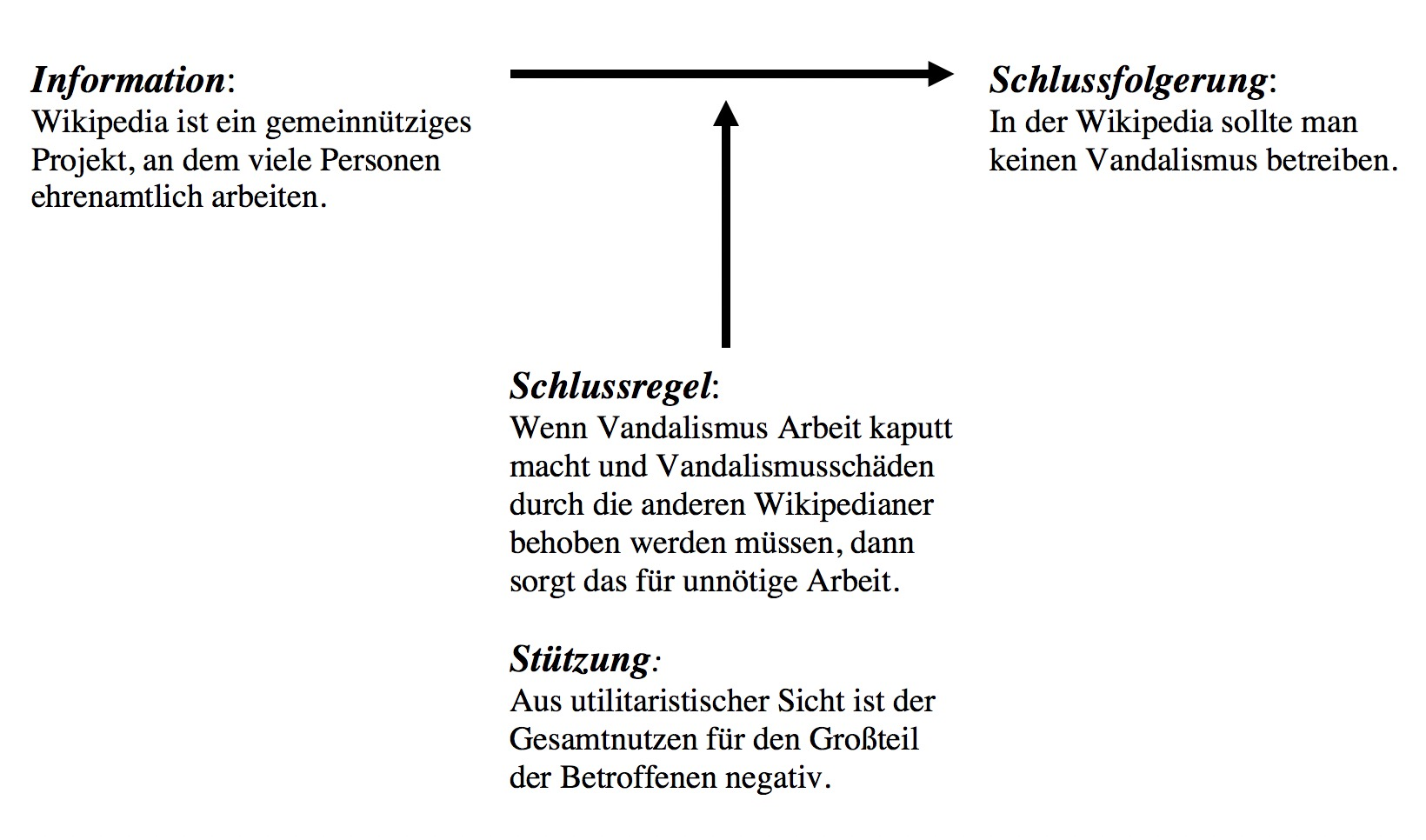
Darstellung eines Beispiels nach dem Toulmin-Schema

Die formale Struktur einer Argumentation weist drei Komponenten auf, die miteinander in Verbindung stehen. Die Grundlage einer Argumentation ist eine „Information“. Im englischen Original verwendet Toulmin den Begriff data, in der deutschen Literatur lassen sich auch die Begriffe Fakt, Ursache oder Prämisse finden. Ausgehend von der Information wird eine „Schlussfolgerung“ (engl. claim) gezogen, auch These, Behauptung, Anspruch oder Konklusion genannt. Die Schlussfolgerung wird durch die „Schlussregel“ (engl. warrant) ermöglicht, welche auch als Grundsatz bezeichnet wird.
Das Schema lässt sich durch drei weitere Elemente erweitern, „um es für komplexere Begründungszusammenhänge flexibel einsetzen zu können.“ Die Schlussregel kann durch eine „Stützung“ (engl. backing) begründet werden. Es ist also eine Rechtfertigung, die auf allgemeine Werte, Normen, moralische Regeln oder Ethiken zurückgreift. Ein weiteres Element bilden „Modaloperatoren“ (engl. qualifier), welche durch Adverbien wie „wahrscheinlich“, „vermutlich“ oder „notwendigerweise“ etwas über die Verbindlichkeit der Schlussfolgerung aussagen. Als sechstes Element können „Ausnahmebedingungen“ (engl. rebuttals) angeführt werden. Sie können durch „außer“ oder „Es sei denn“ eingeleitet werden und zeigen Umstände auf, unter denen die Schlussfolgerung nicht oder begrenzt gilt.

## Abgrenzung
Das Toulmin-Schema ähnelt dem Vorgehen, wie in einem Gerichtsverfahren Behauptungen aufgestellt und begründet werden. Hier wird deutlich, dass Toulmins Modell sich mehr an juristischen als an logischen Verfahren orientiert. Während in einem Syllogismus zunächst Prämissen aufgestellt werden, um dann eine Konklusion zu ziehen, wird nach dem Toulmin-Schema die Konklusion erst im Anschluss gerechtfertigt. Zudem kann im praktischen Syllogismus nur das geschlussfolgert werden, was vorher in den Prämissen zu finden ist. Das Toulmin-Schema öffnet die Schlussfolgerung.

## Didaktischer Hintergrund
Das Modell weist einen didaktischen Wert auf, der sich auf das Analysieren von Argumenten und das eigene Argumentieren bezieht. Durch die einzelnen Schritte können einerseits eigene Argumente sowohl strukturiert als auch transparent gemacht werden und andererseits fremde Argumente nachvollziehbar zerlegt und kritisiert werden. „Ein weiterer didaktischer Vorteil dieses Schemas liegt in seiner Einfachheit. Aus Fakten, Schlussregeln […] und allgemeinen moralischen Grundsätzen oder Moraltheorien (z.B. kategorischer Imperativ/Utilitarismus) werden, sofern nicht eine Ausnahme vorliegt, mit einem bestimmten Sicherheitsgrad Schlüsse gezogen. Diese klare Struktur vermag die Schüler dafür zu sensibilisieren, möglichst gut begründet und plausibel zu argumentieren“, so Volker Pfeifer in seinem Buch Ethisch argumentieren. Das Toulmin-Schema soll aus diesen Gründen von Schülern in NRW laut Lehrplan im Fach Philosophie als Teil einer übergeordneten Methodenkompetenz (MK) angewandt werden:  „Die Schülerinnen und Schüler „argumentieren unter Ausrichtung an einschlägigen philosophischen Argumentationsverfahren (u. a. Toulmin-Schema) (MK8).“